# ملعب أوهورو

ملعب أوهورو (عُرف سابقاً باسم ملعب تنزانيا الوطني) هو ملعب متعدد الاستخدام يقع في مدينة دار السلام التنزانية . غالبا ما يتم استخدامه لمباريات كرة القدم. يسع الملعب لجلوس 25 ألف متفرج. يعتبر الملعب الرسمي الذي يخوض فيه نادي يانغ أفريكانز مبارياته.